# Blastobasis anthophaga
Blastobasis anthophaga é uma espécie de mariposa do gênero Blastobasis pertencente à família Coleophoridae.